# أستيلاس
أستيلاس فارما المساهمة (باليابانية: アステラス製薬株式会社 أسوتيراسو سيياكو كابوشكي-غايشا
) هي شركة صناعات دوائية يابانية يقع مقرها الرئيسي في طوكيو، اليابان، تأسست في العام 2005. يتبع للشركة مراكز أبحاث في أوساكا وتسوكوبا.

## عمل
تمتاز ادوية متخصصة لطب الجهاز البولي والجهاز المناعي (زراعة الأعضاء) وطب القلب والامراض المعدية.
وتعطي أولوية لِكل من الامراض المعدية والسكري وأمراض الجهاز الهضمي وعلاج الأورام وأمراض الجهاز العصبي المركزي.

### منتجات
بعض المنتجات الرئيسية التي تنتج من قبل أستيلاس:
- تاكروليمس
- سوليفيناسين
- أدينوزين
- تامسولوسين
- أمفوتيريسين ب
- إيزافوكونازول
- ميكافنجين
- ميثادون